# Марушкин, Сергей Михайлович
Сергей Михайлович Марушкин (1915 — ?) — советский футболист, нападающий.

## Карьера
В 1937 году Марушкин играл в дивизионе «Г» за «Искру» из Смоленска и забил в 11-и матчах 9 голов. Потом перешёл в клуб класса «А» — московский ЦСКА. Дебютировал Сергей в высшей лиге 11 мая 1938 года в матче против «Электрика». В том матче он забил свой единственный гол в высшей лиге СССР. За «красно-синих» Марушкин сыграл ещё 4 матча. В 1939 году Сергей играл за столичные «Крылья Советов» в дивизионе «Б», провёл за них 22 матча и забил 6 голов. В 1941 году он вернулся в элитный дивизион и стал играть за «Профсоюзы-2», провёл за них 1 матч. В том году началась Великая Отечественная война и чемпионат прекратился. В 1942 году Марушкин числился в «Крыльях Советов», но не провёл за них ни одного матча. Дальнейшая судьба игрока неизвестна.